# David O'Loughlin
Pour les articles homonymes, voir O'Loughlin.
David O'Loughlin (né le 29 avril 1978 à Cong, dans le comté de Mayo) est un coureur cycliste irlandais.

## Palmarès sur route

### Par années
- 1996
  -  Champion d'Irlande du contre-la-montre juniors
- 2000
  -  Champion d'Irlande sur route espoirs
- 2001
  - Rás Connachta
- 2002
  - Rás Connachta
  - 2e du championnat d'Irlande du contre-la-montre
- 2003
  -  Champion d'Irlande du contre-la-montre
  - Joey Whyte Memorial
  - New Bridge Union GP
  - Carrick Hotel Challenge Cup
  - Archer Grand Prix
  - 2e étape du Tour de Namur
  - 3e du championnat d'Irlande sur route
- 2004
  -  Champion d'Irlande sur route
  - 3e étape de la Rás Mumhan
  - Shay Elliott Memorial Race
  - 3e étape du Tour d'Ulster
  - Lincoln Grand Prix
  - 6e étape de la FBD Insurance Rás
  - 2e de la Rás Mumhan
  - 2e du Grand Prix Criquielion
  - 2e du championnat d'Irlande du contre-la-montre
  - 3e de la FBD Insurance Rás
- 2005
  -  Champion d'Irlande sur route
  - Carrick Hotel Challenge Cup
  - 3e étape du Tour de Beauce
  - 1re et 2e (contre-la-montre) de la Ballinrobe Stage Race
  - 2e de la Ballinrobe Stage Race
- 2006
  -  Champion d'Irlande du contre-la-montre
  -  Champion d'Irlande du critérium
  - Rás Connachta :
    - Classement général
    - 2e et 4e étapes

  - 2ea étape de la Ballinrobe Stage Race
- 2007
  -  Champion d'Irlande sur route
  - 3e du championnat d'Irlande du contre-la-montre
- 2008
  - 8e étape du FBD Insurance Rás
  - Shay Elliott Memorial Race
- 2009
  - 2e du championnat d'Irlande sur route
- 2010
  - 3e étape du FBD Insurance Rás
- 2011
  - 1re étape de la Ballinrobe Stage Race
  - 2e de la Ballinrobe Stage Race

### Classements mondiaux
| Année            | 2005 | 2006 | 2007 | 2008 | 2009 | 2010 |
| ---------------- | ---- | ---- | ---- | ---- | ---- | ---- |
| UCI Africa Tour  |      |      |      | 74e  |      |      |
| UCI America Tour | 215e |      | 165e |      |      |      |
| UCI Europe Tour  | 331e | 514e | 354e | 650e | 490e | 599e |

## Palmarès sur piste

### Jeux olympiques
- Pékin 2008
  - 11e de la poursuite par équipes

### Championnats du monde
- Palma de Majorque 2007
  - 17e de la poursuite
- Pruszków 2009
  - 15e de la poursuite
- Ballerup 2010
  - 12e de la poursuite
  - 13e de la poursuite par équipes

### Coupe du monde
- 2008-2009
  - 2e de la poursuite à Copenhague
  - 3e de la poursuite à Pékin